# Површински ефекат
Површински ефекат (скин ефекат) је појава неравномерне расподеле наизменичне струје по пресеку  проводника, тј. склоност наизменичне струје да се распореди унутар проводника тако да је густина струје највећа при  површини проводника и смањује се у унутрашњости проводника. Овај ефекат је израженији што је проводник дебљи и учестаност виша. Електрична струја тече углавном на површини проводника, између спољне површине и нивоа који се назива дубина проводника. Површински ефекат доводи до повећања импедансе проводника на вишим фреквенцијама.

## Узрок
Ефекат се јавља услед супротстављених вртложних струја изазваних променљивим магнетним пољем. Проводници, обично у облику жица, могу се користити за пренос електричне енергије или сигнала користећи наизменичну струју која тече кроз њих. Носиоце наелектрисања који чине струју, обично електроне, покреће електрично поље због извора електричне енергије. Наизменична струја у проводнику производи наизменично магнетно поље у и око проводника. Када се промени интензитет струје у проводнику, магнетно поље се такође мења. Промена у магнетном пољу, заузврат, ствара електрично поље које се супротставља промени интензитета струје. Ово супротно електрично поље се назива "контраелектромоторна сила" (ЕМС). ЕМС је најјача у средишту проводника и присиљава проводне електроне на спољашњу страну проводника, као што је приказано на дијаграму на десној страни.
Ефекат је први пут описан у чланку Хораса Ламба из 1883. године за случај сферних проводника, а генерализован је на проводнике било ког облика од стране Оливера Хевисајда 1885. године.

## Утицај материјала на површински ефекат
Површински ефекат је израженији ако су специфична проводност( σ) проводника и његова пермеабилност( μ) већи. Гвоздена жица је бескорисна за наизменичне водове (осим за додавање механичке чврстоће служећи као језгра за неферомагнетски проводник као што је алуминијум). Површински ефекат такође смањује ефективну дебљину ламинација у енергетским трансформаторима, повећавајући њихове губитке.

## Ублажавање последица
Тип кабла од плетене жице, лицнасти кабл (од немачке Litzendraht, плетене жице) се користи за ублажавање површинског ефекта за фреквенције од неколико килохерца до око једног мегахерца. Састоји се од низа изолованих жичаних нити састављених заједно, тако да укупно магнетно поље делује једнако на све жице и узрокује равномерну расподелу укупне струје међу њима. Са малим површинским ефектом на сваку од танких нити, сноп нема исто повећање отпорности при наизменичној струји које би имао чврсти проводник исте површине попречног пресека,  услед површинског ефекта.